# 外丙
外丙（？—？），卜辞作卜丙，文献作外丙（《史记》）、外壬，子姓，名胜，是商朝的一位君王。司马迁在史记中说他是成汤之子、太丁之弟，是商朝第二位君王。

## 姓名考证
外丙之名在甲骨学兴起之前，按司马迁《史记·殷本纪》记载为“外丙”。
但甲骨学兴起后，发现其名被释读为“卜丙”，故史学界多认为司马迁记载有误。但在进一步释读对比大量甲骨文后，该论点重新被质疑。其甲骨文原文中的第一个树杈型字符究竟应当被释读为“卜”还是“外”，需要结合甲骨本身上的裂纹（被称为“卜兆”）中主线（被称为“兆干”）和分支（被称为“兆枝”）的相对位置来决定。据此原则，从甲骨文中析出的名字中第一个字应当被释读为“外”。
该论点也证明了司马迁本人在著述《史记》的时候，应当参考过较多流传到汉代的商代文献（司马迁本人不可能看过或者知道甲骨文）。

## 在位年數
現今流傳文獻記載的外丙在位年數有2種說法：
- 在位2年，《孟子•萬章上》，《今本竹書紀年》、《資治通鑑外紀》、《通志》均同。
- 在位3年，《史記•殷本紀》，《太平御覽》卷83引《史記》，《冊府元龜》均同。